# Oxychora ruficincta
Oxychora ruficincta är en fjärilsart som beskrevs av W. Warren 1907. Oxychora ruficincta ingår i släktet Oxychora och familjen mätare. Inga underarter finns listade i Catalogue of Life.